# Juan Álvarez Guerra
Juan Álvarez Guerra (Zafra, 29 de maig de 1770 – Madrid, 13 d'abril de 1845) va ser un polític espanyol, ministre durant la minoria d'edat d'Isabel II d'Espanya.

## Biografia
Va començar estudiant la carrera eclesiàstica, però la va deixar per estudiar Dret, començant a practicar com a advocat en Madrid. També interessat per l'agricultura va traduir el Diccionario Universal de Agricultura del francès François Rozier. Va combatre en la Guerra del francès com a soldat, i participà en labors periodístiques a partir de 1810, durant les Corts de Cadis, sent designat poc després ministre de la Governació de la Península. Tornat Ferran VII en 1814, és empresonat a Ceuta per les seves simpaties liberals. Ja en el Trienni liberal és elegit diputat per Extremadura en 1820, alineant-se en les Corts amb el Partit Moderat. Després de la restauració plena del règim absolutista és exiliat a la seva vila natal. Fou membre de la francmaçoneria amb el nom Cortés.
En començar la regència de Maria Cristina de Borbó-Dues Sicílies i el regnat d'Isabel II va tenir diverses responsabilitats públiques; prócer del regne, ministre de Foment General del Regne i ministre de l'Interior en el gabinet del comte de Toreno. En 1835 també fou nomenat director de la Real Sociedad Económica Matritense de Amigos del País, va formar part del Consell d'Estat i fou Director General de Correus de 1837 a 1840.

## Obres
- Taquigrafía o método de escribir inventado por Samuel Taylor (Madrid, 1800)
- Modo de extinguir la deuda pública (1813)
- Tratado de las reformas del trillo (1820)